# 新營事件
新營事件，1946年9月間於台南縣新營鎮（今台南市新營區）所發生一起因警方為了執行防疫工作而開槍傷人的事件。為國民政府統治台灣初期所發生具有代表性的重大事件之一，與同年發生的布袋事件、員林事件，並稱1946年三大社會事件。

## 事件背景
1946年4月起台灣南部開始流行霍亂，至當年七月，已有300多人死亡，疫情並逐漸往北擴散。

## 事件過程
因逢中元節（農曆7月15日），新營鎮當地上帝爺廟舉辦盛大普渡拜拜，不少食客湧進廟會看戲。正當戲演至一半時，戲台上突然出現兩名持槍的員警，以霍亂正在流行為由，命令禁止演戲，觀眾解散。一時群眾譁然，爭相鼓譟甚至投擲石塊抗議，台上員警乃向台下群眾開槍，傷及數人。群眾更為憤怒，衝向圓環旁的臺南縣警察局，圍毆裡面的員警並搗毀門窗、檔案。幸好臺南縣縣長袁國欽，以及縣參議會議長陳華宗聞變連夜趕到，處理得當才平息這場衝突。
當斗六、虎尾、北港、嘉義、東石、北門等地的保安隊奉命趕來新營支援的消息傳出去後，群眾的怒火再度被點燃，衝到新營的每一條路口，拒阻警車進入，要求保安隊員把車子留下，徒步回去。

## 後續
規模更大的類似衝突二二八事件發生於隔年，為許多類似事件積累所致。